# Crepis purpurea
Crepis purpurea là một loài thực vật có hoa trong họ Cúc. Loài này được (Willd.) M.Bieb. mô tả khoa học đầu tiên năm 1808.